# Laing Ladies Classic
De Laing Ladies Classic was een jaarlijks golftoernooi voor vrouwen in Engeland, dat deel uitmaakte van de Ladies European Tour. Het toernooi werd opgericht in 1985 en het vond tot de laatste editie, in 1990, telkens plaats op de Stoke Poges Golf Club in Stoke Poges.

## Winnaressen
Laing Ladies Classic
- 1985:  Muriel Thomson
- 1986:  Debbie Dowling

Laing Charity Classic
- 1987:  Alison Nicholas
- 1988:  Marie-Laure de Lorenzi

Laing Ladies Charity Classic
- 1989:  Laura Davies
- 1990:  Laurette Maritz